# Luxapalila Valley Railroad
Die Luxapalila Valley Railroad (AAR-reporting mark LXVR) ist eine als local railroad klassifizierte Bahngesellschaft des Genesee-and-Wyoming-Konzerns. Sie betreibt Güterverkehr auf einer eigenen, rund 61 km langen Bahnstrecke zwischen Belk im Nordwesten des US-Bundesstaats Alabama und Columbus im Nordosten Mississippis.

## Geschichte
1887 stellte die Georgia Pacific Railway eine Bahnstrecke zwischen Birmingham und Columbus fertig, die Teil einer Verbindung zwischen Atlanta und Greenville am Mississippi River wurde. 1894 wurde die Georgia Pacific Railway in die neu gegründete Southern Railway überführt. Da in Mississippi tätige Bahngesellschaften ihren Firmensitz im Bundesstaat haben mussten, wurden die dort gelegenen Strecken nicht direkt der Southern mit Sitz in Washington, D.C. zugeteilt, sondern deren Tochtergesellschaft Southern Railway Company in Mississippi. Das etwa 12 km lange Stück von der Staatsgrenze bis Columbus wurde allerdings dennoch durch die Muttergesellschaft betrieben. Auch die Liquidation der Southern Railway Company in Mississippi und die Übernahme von deren Immobilien und Sachgüter durch die Columbus and Greenville Railway änderte diese Konstellation nicht: Betreiber der Strecke Birmingham–Columbus blieb die Southern bzw. ab 31. Dezember 1990 die Norfolk Southern (NS), die den in Mississippi gelegenen Abschnitt anmietete.
Während der Personenverkehr zwischen Birmingham und Columbus in den 1950er-Jahren aufgegeben wurde, behielt die Strecke ihre Bedeutung im Güterverkehr. Dieser konzentrierte sich ab den 1980er-Jahren durch die Verlagerung bisher über Columbus geführter Transporte auf die Bedienung an der Strecke ansässiger Kunden. Mitte der 1990er-Jahre traten die Norfolk Southern Railway und die CAGY Industries Inc, Eigentümer der 1974 unter klassischem Namen neu gegründeten Columbus and Greenville Railway, in Verhandlungen über eine Übernahme eines Teils der Strecke durch CAGY Industries. Diese gründete dazu im Februar 1996 die Luxapalila Valley Railroad (LXVR), die nach dem Tal des Luxapallila Creek benannt wurde, in dem die Bahnstrecke Birmingham–Columbus westlich von Fayette verläuft. Die LXVR erwarb daraufhin zum 1. Juni 1996 von der Norfolk Southern den Streckenabschnitt von Milepost 884,9 im Weiler Covin bei Belk westwärts bis zur Bundesstaatsgrenze sowie von der Columbus and Greenville Railway den anschließenden Abschnitt bis Columbus. Für den 35,5 km langen Streckenabschnitt von Covin (Belk) östwärts bis Berry beantragte die Norfolk Southern am 10. September 1997 hingegen die Stilllegung, die im selben Monat genehmigt wurde.
Die LXVR nahm den Betrieb am 1. Juni 1996 mit zwei Diesellokomotiven auf. Von Beginn an bestand eine enge Kooperation mit der Columbus and Greenville Railway: Nicht nur wurden deren Bahnhofs- und Werkstattanlagen in Columbus genutzt; auch Fahrzeuge und Personal waren bei Bedarf häufig für die jeweils andere Gesellschaft tätig.
Im April 2008 gab Genesee and Wyoming bekannt, CAGY Industries mit seinen Tochtergesellschaften für 78,4 Millionen Dollar zu erwerben. Die Übernahme erfolgte zum 1. Juni 2008.

## Infrastruktur
Die LXVR betreibt eine 61 km lange eigene, regelspurige, eingleisige und nicht elektrifizierte Bahnstrecke von Belk nach Columbus. Sie beginnt nördlich von Belk im Ortsteil Covin und führt zunächst über Belk Richtung Südwesten, ehe die Trasse östlich von Millport nach Westen schwenkt. Westlich von Millport wird der Luxapallila Creek auf dem einzigen größeren Brückenbauwerk der Strecke gequert. Auf dessen Nordseite führt die Strecke anschließend nach Mississippi und über Steens nach Columbus, wo das Gleis nach Süden dreht. Dort liegt parallel zum Luxapallila Creek und zur Bahnstrecke Amory–Columbus der BNSF Railway der Güterbahnhof East Yard. An dessen südlichem Ende liegt Triangle Jct, wo das LXVR-Gleis mittels Weichenverbindungen die BNSF-Strecke kreuzt. Es endet schließlich einige hundert Meter weiter im Bahnhof Columbus der Columbus and Greenville Railway.

## Verkehr
Haupttransportgüter der LXVR sind Holz und Filterstaub. Drei holzverarbeitende Großbetriebe haben Anschlussgleise: Georgia-Pacific betreibt ein Sägewerk in Belk, Weyerhaeuser und ein mittelständisches Unternehmen je einen Betrieb östlich von Millport. Dort ist mit Steel Dust Recycling auch der Empfänger des in Stahlwerken anfallenden Filterstaubs ansässig, der ebenfalls über ein Anschlussgleis verfügt.
Güterwagentausch erfolgt in Columbus mit der Columbus and Greenville Railway (CAGY), BNSF Railway und der Alabama and Gulf Coast Railway (AGR) sowie mit der Kansas City Southern Railway über die CAGY in Artesia westlich von Columbus und mit der Norfolk Southern über die AGR.

## Fahrzeuge
Vor der Betriebsaufnahme erwarb die LXVR zwei Diesellokomotiven des Typs EMD GP38 von der Norfolk Southern. Seit Übernahme der CAGY Industries durch Genesee and Wyoming werden verschiedene Diesellokomotiven auf der Strecke eingesetzt; die beiden ursprünglich beschafften GP38 wurden an andere Genesee and Wyoming-Bahngesellschaften abgegeben. Eine eigene Werkstatt besaß die LXVR nie; es werden seit jeher die Anlagen der Columbus and Greenville Railway in Columbus mitgenutzt.